# Consol Energy
CONSOL Energy Inc. — одна из крупнейших американских угледобывающих компаний. Разведанные запасы составляют около 4,5 млрд т. угля. Годовая добыча составляет около 65 млн тонн угля.

## История
История компании начинает в 1860 году, когда ряд угледобывающих компаний реши консолидироваться для упрочения своих позиций на рынке. Однако, объединение было отложено до окончания гражданской войны, 1864 года. На протяжении 19 и начала 20 веков компания росла как за счёт расширения собственной добычи, так и за счёт поглощения конкурентов.
Великая депрессия довела компанию практически до состояния банкрота, но проведённая реструктуризация бизнеса позволила предприятию не только выжить, но и превратиться в сильного и финансово устойчивого игрока угольного рынка.
Во время Второй мировой войны компания, как и многие другие, поставляла продукцию для нужд обороны. Также многие рабочие CONSOL Energy ушли на фронт.
В послевоенные годы компания продолжила развитие как за счёт увеличения собственной добычи, так и за счёт приобретения других компаний. Также значительные усилия компания направила в изучение повышения безопасности горных работ и использования угля.

## Дочерние предприятия
CNX Coal управляет 17 угледобывающими комплексами в 6 штатах США.
CNX Gas является крупнейшим поставщиком метана для внутреннего потребления в районе Аппалачских гор и в Иллинойсе.
CNX Land управляет более чем 1740 км² лесных земель в США и Канаде.
CNX Ventures управляет несколькими электростанциями на Восточном побережье.
CNX Services занимается транспортировкой угля.

## Компания сегодня
Ежегодный оборот компании составляет около $4,7 млрд. Компания занимает 513 место в списке Fortune 1000.
Один из лидеров добычи угля и технологий добычи угля в США.
Генеральный директор компании Бретт Харви.
Штаб-квартира компании находится в бизнес-парке в пригороде Питтсбурга, штат Пенсильвания.